# Bracodoryctes longitarsus
Bracodoryctes longitarsus  (лат.) — вид паразитических наездников из семейства Braconidae. Эндемик острова Новая Гвинея.

## Описание
Длина самки 8,5 мм. От близких видов отличается более длинными ногами. Основная окраска тела желтовато-бурая и красновато-коричневая. Усики самки тонкие, нитевидые, 47-члениковые. Нижнечелюстные щупики состоят из 6 члеников, а нижнегубные — из 4. Форма головы субкубическая, затылочные кили отсутствуют. Скапус усиков широкий и плоский. Первый тергит брюшка широкий, не стебельчатый. Суббазальная ячейка переднего крыла короткая, базальная ячейка узкая, почти в 0,5 раз длиннее заднего крыла. Дискоидальная ячейка крыла стебельчатая. Вид был впервые описан в 2000 году российским гименоптерологом Сергеем Белокобыльским (ЗИН РАН, Санкт-Петербург) и английским энтомологом Дональдом Куике (Лондон) вместе с видами Antidoryctes pronotalis, Chelonodoryctes inopinatus, Afrospathius dispar, Hemispathius polystenoides, Bracodoryctes curvinervis, Bracodoryctes nigriceps, Bracodoryctes tergalis, и Synspilus nitidus.